# 抗原虫薬
抗原虫薬（英: Antiprotozoal agent　ATCコード：P01）とは原虫感染症の治療に使用される薬剤の総称である。
原生動物は互いに共通点が少なく（例えば、アモルフェア（ユニコント）真核生物である赤痢アメーバ（Entamoeba histolytica）とアモルフェア系統に属するホモ・サピエンスとは、バイコンタ真核生物であるNaegleria fowleriよりも近縁である）、ある病原体に有効な薬剤が別の病原体に有効であるとは限らない。
抗原虫薬は、機構別、生物別に分類される。 最近の論文では、原生動物による感染症治療にウイルスを使用する事も提案されている。

## 医学的用途
抗原虫薬は、アメーバ症、ジアルジア症、クリプトスポリジウム症、ミクロスポリジウム症、マラリア、バベシア症、トリパノソーマ症、シャーガス病、リーシュマニア症、トキソプラズマ症などの原虫感染症の治療に用いられる。現在、これらの感染症の治療法の多くは、その毒性のために制限されている。

## 作用機序
抗原虫薬の作用機序は薬剤毎に大きく異なる。例えば、トリパノソーマ症の治療薬であるエフロルニチンはオルニチン脱炭酸酵素を阻害し、リーシュマニア症の治療薬であるアミノグリコシド系抗生物質・抗原虫薬はタンパク質合成を阻害していると考えられている。

## 例
- エフロルニチン
- フラゾリドン
- メラルソプロール
- メトロニダゾール
- オルニダゾール
- パロモマイシン硫酸塩
- ペンタミジン
- ピリメタミン
- チニダゾール

## 参考資料
1. ↑  Cynthia R. L. Webster (15 June 2001). Clinical pharmacology. Teton NewMedia. pp. 86–. ISBN 978-1-893441-37-8 2010年5月2日閲覧。
2. ↑  Anthony J. Trevor; Bertram G. Katzung; Susan B. Masters (11 December 2007). Katzung & Trevor's pharmacology: examination & board review. McGraw-Hill Professional. pp. 435–. ISBN 978-0-07-148869-3 2010年5月2日閲覧。
3. ↑  Keen, E. C. (2013). “Beyond phage therapy: Virotherapy of protozoal diseases”. Future Microbiology 8 (7):  821–823. doi:10.2217/FMB.13.48. PMID 23841627.
4. ↑  Hyman, P.; Atterbury, R.; Barrow, P. (2013). “Fleas and smaller fleas: Virotherapy for parasite infections”. Trends in Microbiology 21 (5):  215–220. doi:10.1016/j.tim.2013.02.006. PMID 23540830.
5. ↑  Khaw, M; Panosian, C B (1 July 1995). “Human antiprotozoal therapy: past, present, and future.”. Clinical Microbiology Reviews 8 (3):  427–439. doi:10.1128/CMR.8.3.427. ISSN 0893-8512. PMC 174634. PMID 7553575.
6. ↑  Graebin, C.; Uchoa, F.; Bernardes, L.; Campo, V.; Carvalho, I.; Eifler-Lima, V. (1 October 2009). “Antiprotozoal Agents: An Overview”. Anti-Infective Agents in Medicinal Chemistry 8 (4):  345–366. doi:10.2174/187152109789760199. ISSN 1871-5214.
7. ↑  CREEK, DARREN J.; BARRETT, MICHAEL P. (9 January 2017). “Determination of antiprotozoal drug mechanisms by metabolomics approaches”. Parasitology 141 (1):  83–92. doi:10.1017/S0031182013000814. ISSN 0031-1820. PMC 3884841. PMID 23734876.